# مهندسی نجومی
مهندسی در مقیاس نجومی یا مهندسی نجومی (انگلیسی: Astronomical engineering) که مهندسی کیهانی هم نامیده شده، به طراحی و ساخت سازه‌ها یا فناوری‌هایی در مقیاس اجرام آسمانی مانند سیارات و ستارگان می‌پردازد. این ایده هم در داستان‌های علمی-تخیلی مطرح شده و هم در تحقیقات علمی و مهندسی پیشرفته مورد بررسی قرار گرفته است.
مهندسی نجومی، با ترکیب علم و فناوری، امکان تحقق ایده‌های علمی-تخیلی مانند مهار انرژی ستارگان و ساخت ابرسازه‌های فضایی را بررسی می‌کند. این حوزه، پل ارتباطی میان علم، مهندسی و رویاپردازی‌های آینده‌نگر است.
مهم‌ترین نکات:
- مقیاس کارداشف: تمدن‌های نوع II و III می‌توانند انرژی ستارگان را مهار کرده و ابرسازه‌هایی مانند کره دایسون (Dyson Sphere) بسازند.
- نمونه‌های ابرسازه‌ها:
  - کره دایسون: سامانه‌ای از ماهواره‌های خورشیدی که تمام انرژی یک ستاره را جذب می‌کنند.
  - مهندسی ستاره‌ای (Star Lifting): برداشت ماده از ستارگان برای استفاده‌های دیگر.
  - دیسک آلدرسون: سازه‌ای بزرگ شبیه یک صفحه عظیم با خورشید در مرکز آن.
  - لیزر ستاره‌ای (Stellaser): استفاده از انرژی ستاره برای تولید لیزر.
  - مغز ماتروشکا
  - موتور ستاره‌ای

## در فرهنگ علمی-تخیلی
- در مجموعه رینگ ورلد اثر لری نیون، یک حلقه با عرض یک میلیون مایل ساخته شده است که به دور یک ستاره در فاصله تقریباً یک واحد نجومی می‌چرخد. این حلقه را می‌توان نسخه عملکردی یک کره دایسون با مساحت سطح داخلی معادل ۳ میلیون سیاره به اندازه زمین دانست.
- در پیشتازان فضا: نسل بعدی قسمت "Relics"، سفینه Enterprise یک کره دایسون رها شده را کشف می‌کند.[۱]
- در دنیای بازی‌های هیلو، هیلو بسیاری از ابرسازه‌های مصنوعی مانند حلقه‌های Halo, Arkها و Shield Worlds که ریز-کره‌های دایسون هستند را ایجاد کرده است.